# Claude-Marie Vadrot
Claude-Marie Vadrot (né à Paris en 1939) est un journaliste qui se présente sur son blog comme « à la fois spécialiste des pays en proie à des conflits et des questions d'environnement et de protection de la nature. »

## Biographie
Lauréat de la fondation Zellidja, il commence sa carrière de journaliste en travaillant à la fois pour des journaux de droite (L’Aurore) comme de gauche (Tribune socialiste) ou d'extrême-gauche (Politique hebdo). Militant écologiste, il écrit dans les années 1980 des articles dans Le Canard enchaîné sur les conséquences de la catastrophe de Seveso, ainsi que sur le combat antinucléaire civil à Plogoff. Il quitte ce journal en 1984 et travaille pour Le Matin de Paris de 1986 à 1988, pour GEO et des documentaires télévisés de 1988 à 1990 et pour Le Journal du dimanche de 1989 à 2006. Il écrit maintenant en tant que journaliste indépendant dans le journal Politis et Mediapart.
Titulaire d'un DEA de géographie et d'écologie, il enseigne depuis 1985 l’écologie et la communication en environnement à l’Université de Paris VIII au département de géographie. 
Il tient le blog « Environnement, nature et société : que disent et font les politiques... »  qu'il décrit de la manière suivante :  « Pour examiner ce que disent ou oublient de dire les candidats aux élections en matière de protection de la nature et d'écologie. Avec rappel des promesses faites par les uns et les autres dans le passé ; sans oublier ce qu'ils ont fait ou ont oublié de faire. Toujours sur la nature et l'écologie, quelques informations, nationales et internationales que les médias "oublient" de diffuser parce qu'elles ne s'accordent pas aux "petites phrases" de campagne électorale. »
Il intervient régulièrement dans diverses émissions de télévision.

## Publications
- Déclaration des droits de la nature, Stock, 1973.
- Les Tigres de papier, Seuil, coll. « Combats », 1975 (sous le pseudonyme de Claude Boris).
- L'écologie, histoire d'une subversion, Syros, 1977.
- Mort de la Méditerranée, Seuil, 1977.
- Le nucléaire en question, Entente, 1980 (avec la coll. de Pierre Samuel).
- Faut-il supprimer les parcs nationaux ?, Presses Universitaires de Vincennes, 1983 (avec la coll. de Daniel Edel).
- Guide de la France verte, Syros, 1985.
- La nature sauvegardée : Les espaces protégés de France, Atlas, 1985.
- L'URSS, Larousse, 1985.
- Plutôt Russe que mort !, Seuil, coll. « L'Histoire immédiate » 1987 (illustré par Cabu).
- Temps présents de la Russie : De la sainte Russie à la pérestroïka, Du May, 1988 (photographies de Victoria Ivleva).
- Les nouveaux Russes, Seuil, coll. « L'Histoire immédiate », 1989.
- Voyage au cœur de la nature : Parcs, réserves et espaces protégés, Le Livre de Paris-Hachette, coll. « Échos », 1989.
- L’U.R.S.S. : La roulette russe des nationalismes, 1991
- Sur les traces de Michel Strogoff 1876 - 1992 : Voyage de Moscou à Irkoutsk à travers la Russie et Sibérie d'aujourd'hui, Plon, Le Journal du dimanche, 1992.
- Tous fichés, éd. F1rst, 1994, (avec la coll. de Louisette Gouverne).
- Où va la Russie ?, éd. F1rst, 1996.
- La place de l'environnement dans les médias, Victoires éditions, 1998.
- Parc National de la Vanoise, Actes Sud, Arles, 1998.
- Parc National de la Port-Cros, Actes Sud, Arles, 1998.
- Parc National des Pyrénées, Actes Sud, Arles, 1998.
- Les Parcs nationaux, éd. Nouveaux-Loisirs, coll. « Guides Gallimard », Évreux, 1998.
- Le dictionnaire des Pyrénées, Privat, Toulouse, 1999.
- Le loup, Actes Sud Junior, 2000.
- La cigogne, Actes Sud Junior. 2000.
- L'ours, Actes Sud Junior. 2000.
- Le castor. Histoires naturelles, Actes Sud Junior, 2000.
- Le lynx. Histoires naturelles, Actes Sud Junior, 2001.
- L'aigle royal, Actes Sud Junior, 2001.
- Le phoque, Actes Sud Junior, 2001.
- Le vautour, Actes Sud Junior, 2002.
- Il était une fois des dauphins et des indiens, Actes Sud, 2002.
- Les marais du Brouage, Actes Sud, 2004.
- Guerres et environnement, Delachaux et Niestlé, 2006.
- L'horreur écologique, Delachaux et Niestlé, 2007.
- La Grande surveillance, Seuil, coll. « L'Histoire immédiate », 2007.
- Pensez durable : Économisez, Hachette, coll. « Hachette pratique », 2008.
- Le Roman du loup, éd. du ROCHER, 2009.
- La France au jardin. Histoire et renouveau des jardins potagers, Delachaux et Niestlé, 2009.
- Bio, le vrai du faux, Delachaux et Niestlé, 2013
- La Saga des Vilmorin, Grainiers depuis 1743, Delachaux et Niestlé, 2014